# Ace of Clubs Records
Dit overzicht is mogelijk incompleet; u kunt helpen door het uit te breiden.
Ace of Clubs was een platenlabel van het Britse label Decca, dat werd opgericht om eerder uitgebrachte platen opnieuw in Europa uit te brengen. De platen, klassieke muziek, vroege jazz en populaire muziek (dansmuziek, folk, vroege rock), waren laag geprijsd. Het label was actief van het begin van de jaren zestig tot het midden van de jaren zeventig. De persing en het geluid van de budget-platen was zeer goed.
In Amerika deed het partnerlabel Ace of Hearts Records hetzelfde.